# Ksar, Mauritania
Ksar este o comună din Nouakchott, Mauritania, cu o populație de 43.531 locuitori.